# Moonwalk (bok)
Moonwalk är en självbiografi skriven av popmusikern Michael Jackson. Den publicerades 1988. 
Ett första manuskript, skrivet av Robert Hilburn, refuserades av förlaget Doubleday eftersom det saknade saftiga detaljer. Ett andra manuskript skrevs av Stephen Davis, och redigerades kraftigt av Jackson. Jackson beslöt sig till slut för att skriva boken själv, med hjälp av Shaye Areheart. Boken översattes till svenska av Mikael Mörling.